# Lucky Romance
Lucky Romance (hangul: 운빨로맨스; rr: Unppal Romaenseu) é uma série de televisão sul-coreana exibida pela MBC TV de 25 de maio a 14 de julho de 2016, estrelada por Hwang Jung-eum e Ryu Jun-yeol. É Baseado no webtoon da Naver de mesmo nome.

## Enredo
Shim Bo-nui é uma mulher atraente de 26 anos de idade, que pode aprender rapidamente. Por outro lado, ela é cega supersticioso. Ela sempre segue os fortune-tellings do shaman Goo Shin, porque ela é contada ela nasceu azarado. O xamã diz a ela que, a fim de salvar sua irmã Bo-ra, ela tem que dormir com um homem que nasceu no ano do tigre. Ela conhece Je Soo-ho, um homem de 31 anos de idade. Nascido como um gênio, ele é uma pessoa muito lógica e científica, que não acredita em qualquer coisa sobrenatural. Ele é o proprietário e também CEO de uma empresa desenvolvedora de jogos, Zeze Factory. Ele encontra Bo-nui, que lhe pede para dormir com ela.

## Elenco

### Elenco principal
- Hwang Jung-eum como Shim Bo-nui
  - Lee Ye-seon como Shim Bo-nui (criança)
  - Park Seo-yeon como Shim Bo-nui (jovem)
- Ryu Jun-yeol como Je Soo-ho
  - Gil Jeong-woo como Je Soo-ho (criança)
  - Seol Woo-hyung como Je Soo-ho (jovem)
- Lee Soo-hyuk como Choi Geon-wook / Gary Choi
  - Hong Dong-young como young Geon-wook
- Lee Chung-ah como Han Seol-hee / Amy Han

### Elenco de apoio
- Kim Ji-min como Shim Bo-ra
  - Kim Bo-min como Shim Bo-ra (jovem)
- Kim Jong-goo como Goo Shin
- Kim Sang-ho como Won Dae-hae
- Jung Sang-hoon como Han Ryang-ha
- Gi Ju-bong como Je Mool-po
- Na Young-hee como Yang Hee-ae
- Jung In-gi como Ahn Young-il
- Jo Young-jin como Choi Ho
- Lee Cho-hee como Lee Dal-nim
- Jung Young-gi como Song Dae-gwon
- Yoon Bong-gil como Lee Hyun-bin
- Jin Hyuk como Ryu Ji-hoon
- Cha Se-young como Ga Seung-hyun
- Kwon Hyuk-soo como Jo Yoon-bal

## Trilha sonora
1. Tingle (찌릿찌릿) – Kei do girl group Lovelyz
2. Sad Fate (슬픈인연) – Park Hye-soo
3. Tell Me (내게 말해줘) – Soyou do girl group Sistar
4. Syalala Romance (샤랄라 로맨스) – Dawon do girl group Cosmic Girls
5. Sincerely To You (진심을 너에게) – Sweetpea
6. Lean On Me (내게 기대) – (XIA) Junsu
7. More Than Anyone (그 누구보다) – Taeyoon

## Classificações
Na tabela abaixo, os números azuis representam as mais baixas classificações e os números vermelhos representam as classificações mais elevadas.
| Episódio | Data de transmissão original | Audiência média    | Audiência média              | Audiência média | Audiência média              |
| Episódio | Data de transmissão original | Classificação TNmS | Classificação TNmS           | AGB Nielsen     | AGB Nielsen                  |
| Episódio | Data de transmissão original | Em todo o país     | Região Metropolitana de Seul | Em todo o país  | Região Metropolitana de Seul |
| -------- | ---------------------------- | ------------------ | ---------------------------- | --------------- | ---------------------------- |
| 1        | 25 de maio de 2016           | 8.9%               | 10.4%                        | 10.3%           | 12.3%                        |
| 2        | 26 de maio de 2016           | 7.0%               | 8.0%                         | 8.7%            | 10.1%                        |
| 3        | 1 de junho de 2016           | 7.6%               | 7.8%                         | 8.0%            | 8.0%                         |
| 4        | 2 de junho de 2016           | 7.9%               | 9.0%                         | 8.2%            | 8.9%                         |
| 5        | 8 de junho de 2016           | 8.0%               | 9.9%                         | 8.4%            | 9.2%                         |
| 6        | 9 de junho de 2016           | 8.1%               | 9.6%                         | 8.9%            | 9.8%                         |
| 7        | 15 de junho de 2016          | 8.1%               | 10.0%                        | 9.8%            | 10.3%                        |
| 8        | 16 de junho de 2016          | 8.5%               | 10.0%                        | 8.7%            | 9.6%                         |
| 9        | 22 de junho de 2016          | 8.6%               | 11.0%                        | 9.2%            | 10.0%                        |
| 10       | 23 de junho de 2016          | 7.9%               | 10.2%                        | 8.0%            | 9.1%                         |
| 11       | 29 de junho de 2016          | 8.2%               | 10.1%                        | 8.4%            | 9.7%                         |
| 12       | 30 de junho de 2016          | 7.7%               | 9.3%                         | 7.7%            | 8.0%                         |
| 13       | 6 de julho de 2016           | 7.0%               | 9.5%                         | 6.6%            | <7.4%                        |
| 14       | 7 de julho de 2016           | 6.8%               | 8.4%                         | 6.4%            | <7.6%                        |
| 15       | 13 de julho de 2016          | 7.0%               | 8.5%                         | 6.8%            | 7.0%                         |
| 16       | 14 de julho de 2016          | 7.2%               | 9.1%                         | 6.4%            | <7.1%                        |
| Média    | Média                        | 7.78%              | 9.43%                        | 8.17%           | 9.01%                        |